# 할렐루야 (1929년 영화)
할렐루야(Hallelujah)는 미국에서 제작된 킹 비더 감독의 1929년 영화이다. 니나 매 맥키니 등이 주연으로 출연하였고 킹 비더 등이 제작에 참여하였다.
이 영화는 문화적, 역사적, 미적 중요성으로 인해 미국 의회도서관에 의해 미국 국립영화등기부의 보존물로 선정되었다.

## 출연

### 주연
- 니나 매 맥키니

## 제작진
- 미술: 세드릭 기븐스